# Batalla de Ventaquemada
La Batalla de Ventaquemada (2 de diciembre de 1812) fue un enfrentamiento militar librado entre el Estado Libre de Cundinamarca y las Provincias Unidas de la Nueva Granada durante la Guerra civil entre Centralistas y Federalistas. 
Las tensiones entre centralistas de Santafé de Bogotá y federalistas de Tunja estallaron cuando estos últimos declararon la guerra al gobierno centralista de Antonio Nariño. En respuesta, el 26 de noviembre de 1812 Nariño salía con su ejército para tomar Tunja. Sus tropas iban mandadas por el brigadier José Ramón de Leyva y su vanguardia por el coronel Bernardo Pardo del batallón Provincial. Ricaurte salió a confrontarlo con una columna federal desde Tunja y en Ventaquemada esperó a los refuerzos que Atanasio Girardot traía desde Samacá.
A las 16:00 horas del 2 de diciembre ambas fuerzas chocaron y tras dos horas y media, los federales se impusieron gracias a su superioridad numérica. Leyva protegió la retirada de sus soldados hasta las 03:00 de la madrugada siguiente con tres piezas de artillería. Al día siguiente Nariño vuelve con los supervivientes a Bogotá perseguido de cerca por sus enemigos. Los federales solo tomaron rumbo a la capital el 10 de diciembre, una pérdida de tiempo que Nariño sabría aprovechar para la defensa. Todo se decidirá en la batalla de San Victorino.